# فيار دي لوس نافاروس
بلدية فيار دي لوس نافاروس (بالإسبانية: Villar de los Navarros) هي بلدية تقع في مقاطعة سرقسطة التابعة لمنطقة أراغون شمال شرق إسبانيا.

## الديموغرافيا
بلغ عدد سكان بلدية فيار دي لوس نافاروس 120 نسمة عام 2011 (وفقاً للمعهد الوطني الإسباني للإحصاء).
| 158 | 156 | 157 | 142 | 129 | 121 | 120 |